# آرالیک (بورچکا)
آرالیک (به ترکی استانبولی: Aralık) یک منطقهٔ مسکونی در ترکیه است که در بورچکا واقع شده‌است. آرالیک ۳۹۰ نفر جمعیت دارد.